# エスタンシア
エスタンシア（Estancia）
1. ラテンアメリカ、特にアルゼンチンやチリで見られる大規模な農園のこと。エスタンシア群を中心として街が発達したところもある。特にコルドバのイエズス会伝道所とエスタンシア群はユネスコの世界遺産に登録され有名。
2. アルベルト・ヒナステラのバレエ音楽「エスタンシア」。本項で解説する。

バレエ音楽『エスタンシア』（Estancia）作品8は、アルベルト・ヒナステラが1941年に作曲したバレエ音楽。バレエ音楽としては「パナンビ」に次いで2作目で、ヒナステラの代表作と言える。ガウチョの生活や、パンパに住む人々を描いた民族色豊かな作品となっている。後に組曲（作品8a）が編まれ、現在ではこの組曲が一般に演奏される。

## 概要
民族的な要素に加えてストラヴィンスキーなどからの原始主義的な影響も受け、変拍子やオスティナート語法を多用している。演奏にはオーケストラにピアノと多くの打楽器を加えた若干変則的な編成が必要となる。全曲版では1人のテノール（兼・ナレーター）も加わる。作曲にあたってヒナステラはアルゼンチンの農村部を実際に訪問しており、農園での生活が克明に描かれている。
アメリカン・バレエ・キャラバン（American Ballet Caravan コープランドのバレエ音楽「ビリー・ザ・キッド」で有名）が、ジョージ・バランシンを振付師として迎えた南米ツアーのためにヒナステラにバレエ音楽を委嘱した。しかし、このバレエ団自体が解散してしまったため、全曲版の初演は1952年まで持ち越されることになった。
初演の計画の頓挫を受けて、ヒナステラは全曲版から4曲を選んで組曲を作成した。この作品の初演によって、ヒナステラはアルゼンチンのクラシック音楽界の大御所としての名声を確立することになった。
日本での初演（組曲版）は、1956年11月11日、上田仁指揮東京交響楽団によって行われた。吹奏楽用にも編曲され、日本の吹奏楽関係者の知るところとなっている。

## 全曲版
全曲版の初演は前述のとおり、組曲版より9年遅れた1952年、ブエノスアイレスのコロン劇場にて、Michael Borowskiの振付で行われた。作曲以来、演奏機会は組曲版に比べて圧倒的に少ない。バレエは1幕5場からなり、それぞれの場で夜明け、朝、昼、夜、夜明けが描かれ、全体で農場の一日を表現している。全体を通して、局所局所でテノールによって、ホセ・エルナンデスの詩『マルティン・フィエロ』による朗読あるいは独唱が挿入される。
録音はジゼレ・ベン＝ドール(Gisele Ben-Dor)指揮、ロンドン交響楽団のものがナクソスから販売されている。

## 組曲版
日本では一般に組曲「エスタンシア」と呼ばれるが、正確には「西:Estancia (Quatro Danzas del Ballet) （英：Dances from Estancia）」となる。全曲を通しても30分程度のエスタンシアだが、作品が日の目を見ることが無くなることを憂えたヒナステラは、バレエ組曲を組むことを思い立った。組曲の初演は1943年5月12日、Ferruccio Calesioの指揮でブエノスアイレスのコロン劇場にて行われ、大きな成功を収めた。組曲は以下の4曲からなる。
1. 農園で働く人々 Los Trabajadores Agricolas
  - 全曲版では第2場2曲目。農園の活気あふれる仕事風景が描かれる。
2. 小麦の踊り Danza del Trigo
  - 全曲版では第2場1曲目。朝の農場の仕事前の静けさを表している。
3. 大牧場の牛追い人 Los Peones de Hacienda
  - 全曲版では第2場3曲目の前半。馬を駆って牛を追い立てるたくましいガウチョの姿が描かれている。変拍子が特徴的。
4. 終幕の踊り（マランボ） Danza Final (Malambo)
  - 全曲版のフィナーレにあたる。全員でアルゼンチンの民族音楽である「マランボ」を踊る。組曲版4曲を通じて最も有名な曲で、アンコールピースとして単独でもよく取り上げられる。ピアノ曲「マランボ」作品7とは全く別の曲。

最近では、グスターボ・ドゥダメルがこの組曲、とくに終幕の踊りを積極的に取り上げており、にわかに人気が高まりつつある。

### 編成
ピッコロ、フルート（ピッコロ持ち替え・従ってピッコロは計2本必要）、オーボエ2本、B管クラリネット2本、ファゴット2本、F管ホルン4本、C管トランペット2本、打楽器群（ティンパニ、トライアングル、タンバリン、カスタネット、スネアドラム、テナー・ドラム、シンバル、バスドラム、タムタム、シロフォン - 演奏者計8名）、ピアノ、弦五部

## 他楽器への編曲
- 第1場第2曲「小舞曲(Pequenza Danza)」のピアノへの編曲。ヒナステラ自身による。
  - 全曲版のピアノ譜も出版されている。
- 組曲の吹奏楽への編曲
  - 複数版ある。
- 「バレエ『エスタンシア』からの3つの舞曲(Three Dances from Estancia)」（2挺のギターのための）
  - Jorge Martinez Zarateによる編曲。1.小麦の踊り（全曲版第2場1曲目）、2.黄昏の牧歌（Idilio Crepuscular 全曲版第3場3曲目）、3.小舞曲（全曲版第1場第2曲）からなる。

他、演奏家が独自に編曲した様々な版がある。